# Der Sentinel – Im Auge des Jägers
Der Sentinel – Im Auge des Jägers ist eine US-amerikanisch-kanadische Fernsehserie mit vier Staffeln und insgesamt 65 Folgen. Sie lief in Amerika von 1996 bis 1999 auf UPN und handelt von dem mit Supersinnen ausgestatteten Detective James Ellison.
Die dritte Staffel endete mit einem Cliffhanger, doch nach einer aufwändigen Kampagne von US-Fans der Serie produzierte der Sender UPN noch eine vierte, kürzere Staffel, um die offenen Handlungsstränge schlüssig abzuschließen.

## Handlung
Der US Army-Ranger James Ellison verliert im Dschungel von Peru seine gesamte Einheit und muss achtzehn Monate allein überleben. Nach seiner Rettung wechselt er zur Polizei in der amerikanischen Kleinstadt Cascade.
Fünf Jahre später erwachen in Ellison seltsame Kräfte; seine fünf Sinne sind plötzlich über alle Maßen geschärft, er hört, sieht, schmeckt, riecht und fühlt besser als alle anderen in seiner Umgebung. Der Anthropologe Blair Sandburg von der Rainer University klärt ihn auf: von jeher gab es in den Stammesverbänden der Vorzeit einen Beschützer, den „Sentinel“, der mit erweiterten Sinnen ausgestattet war und die Aufgabe hatte, seine Gemeinschaft zu beschützen.
Ellison wird zum Sentinel der Stadt Cascade und kämpft mit Sandburg und seinem Captain Simon Banks, der als einzige weitere Person sein Geheimnis kennt, gegen das Verbrechen.

## Figuren
| Figur          | Darsteller         | Deutscher Sprecher  |
| -------------- | ------------------ | ------------------- |
| James Ellison  | Richard Burgi      | Joachim Siebenschuh |
| Blair Sandburg | Garett Maggart     | Rainer Doering      |
| Simon Banks    | Bruce A. Young     | Jan Spitzer         |
| Joel Taggart   | Ken Earl           | Tilo Schmitz        |
| Naomi Sandburg | Leigh Taylor-Young | Gertie Honeck       |

James „Jim“ Ellisonist ein ehemaliger Army Ranger und Polizist. Durch seine Erlebnisse im peruanischen Dschungel verfügt er über eine übernatürliche Wahrnehmung und extrem scharfe Sinne, die ihm bei der Verbrechensaufklärung oft behilflich sind. Manchmal, wenn er einen seiner Sinne allzu sehr konzentriert, fällt er jedoch in eine Art Koma, mit dem sich sein Gehirn gegen die Überbelastung schützt.
Blair Sandburgist Anthropologe und forschte an der Rainer University nach den Legenden über die „Sentinels“, bis er auf Jim Ellison trifft. Er schließt sich daraufhin der Polizei von Cascade an, um Jim beobachten und helfen zu können.
Simon Banksist der afro-amerikanische Captain von Jim Ellisons Departement und neben Blair der Einzige, der über Jims besondere Fähigkeiten informiert ist. Nicht selten ist er es, der diese vor der Öffentlichkeit verbergen muss.